# Tom Boardman

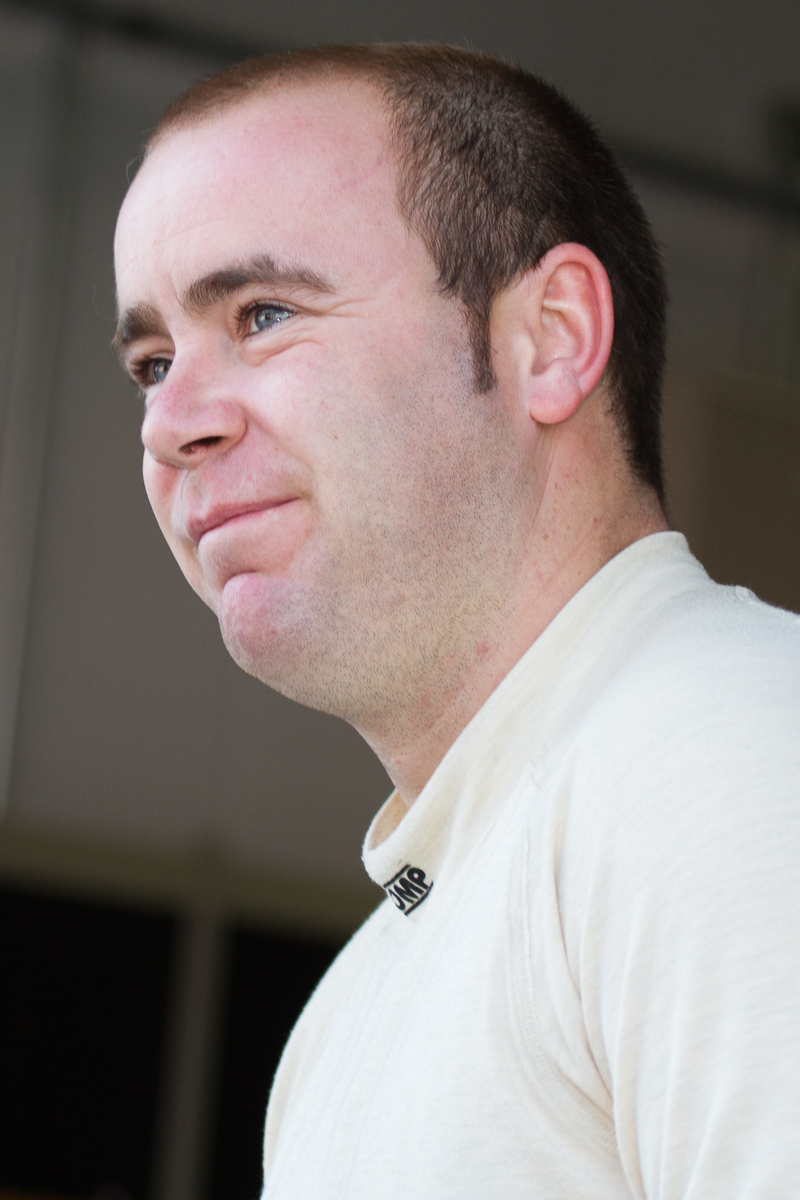
Tom Boardman (2012)

Tom Boardman (* 15. Oktober 1983 in Forton) ist ein britischer Autorennfahrer. Er nimmt seit 2008 an einigen Rennen der Tourenwagen-Weltmeisterschaft (WTCC) teil.

## Karriere

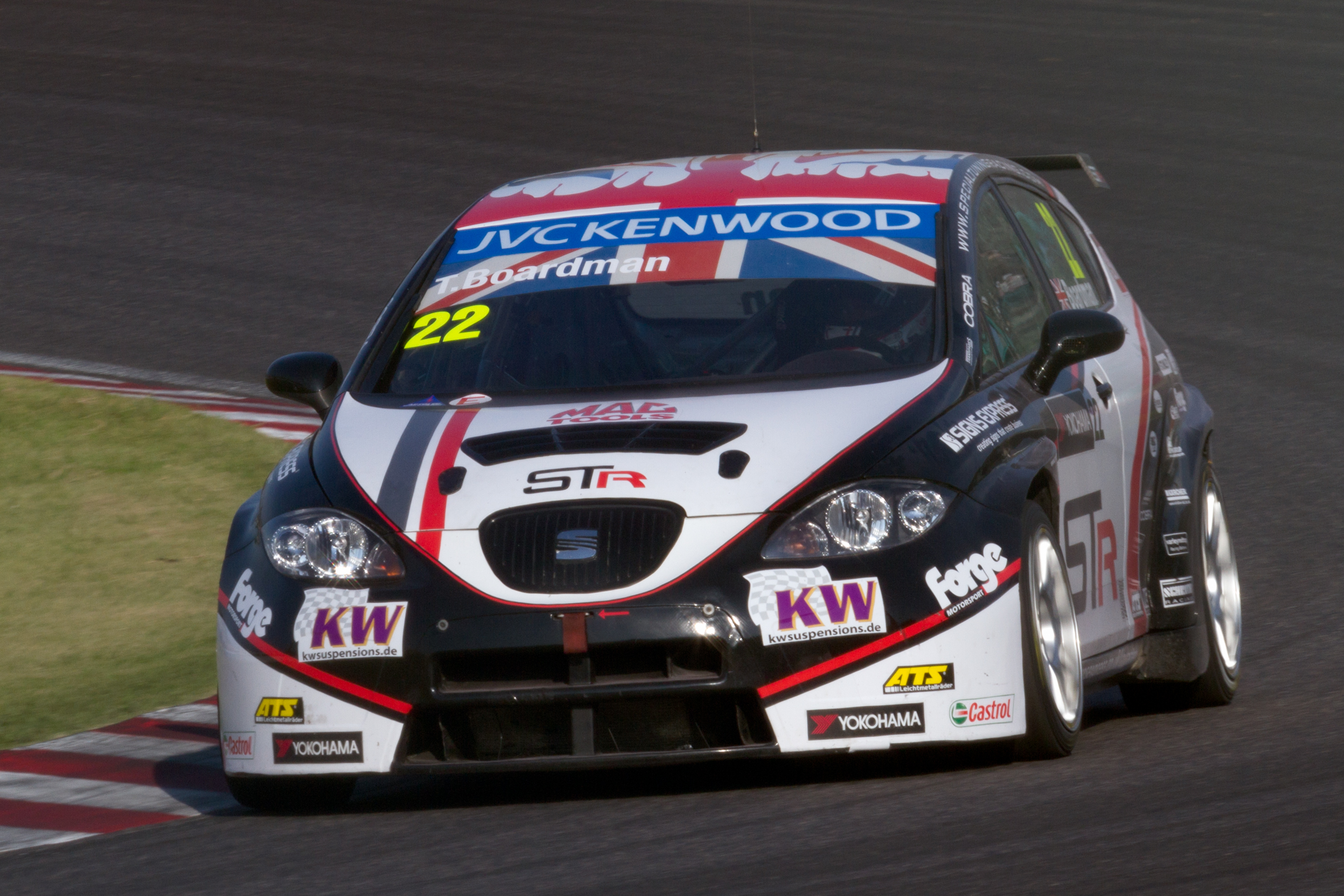
Tom Boardman in der Qualifikation zum WTCC-Rennen in Japan 2013

Boardman begann seine Motorsportkarriere 1997 im Autocross, in dem er bis 1999 aktiv blieb. 1999 trat Boardman zudem in den T Cars an und wurde dort Meister. 2000 startete er im britischen Saloon-Cup und belegte den 13. Gesamtrang. 2001 wechselte Boardman in die BTCC. Er startete in der Production-Klasse. Seine erste Saison beendete er mit einem dritten Platz auf dem elften Meisterschaftsplatz. 2002 blieb er in dieser Klasse und wurde mit drei zweiten Plätzen in dieser Wertung Sechster in der Fahrerwertung. In seiner dritten BTCC-Saison wurde Boardman schließlich mit sieben Wertungssiegen Fünfter in der Production-Wertung.
In den nächsten Jahren war Boardman in Seat-Markenpokalen aktiv. Nachdem er 2004 Dritter in der britischen SEAT-Cupra-Meisterschaft geworden war, erzielte er 2005 den Gesamtsieg dieser Serie. 2006 wechselte er in den spanischen SEAT Leon Supercopa und erreichte dort den dritten Meisterschaftsplatz. 2007 nahm Boardman sowohl an der spanischen SEAT Leon Supercopa, als auch an der britischen SEAT-Cupra-Meisterschaft teil. Seine beste Gesamtplatzierung erzielte er in seinem Heimatland mit dem achten Gesamtrang. 2008 gewann Boardman den spanischen SEAT Leon Supercopa und nahm zudem an einigen Rennen des SEAT Leon Eurocups teil. Dort gewann er ein Rennen und erreichte den sechsten Meisterschaftsplatz. Darüber hinaus debütierte Boardman in dieser Saison für SUNRED Engineering in der Tourenwagen-Weltmeisterschaft (WTCC) und nahm an einem Rennwochenende teil. Mit einem 17. Platz als bestes Ergebnis blieb er ohne Punkte.
2009 startete Boardman zu elf von zwölf Weltmeisterschaftsveranstaltungen der WTCC. Er fuhr erneut für SUNRED in einem Seat Leon. Mit zwei neunten Plätzen als beste Resultate blieb er die Saison ohne Punkte. In der „Yokohama Independents' Trophy“ für Privatfahrer wurde er mit einem Wertungssieg Fünfter. 2010 kehrte Boardman in die BTCC zurück. Er startete für Special Tuning Racing in einem Seat Leon und wurde 13. in der Meisterschaft. Darüber hinaus kehrte er für ein Rennwochenende in die WTCC zurück. Er ging für SUNRED an den Start und ein 13. Platz war sein bestes Ergebnis. 2011 verbesserte sich Boardman in der BTCC mit einem Sieg auf den elften Meisterschaftsplatz. Er trat abermals für Special Tuning Racing an.
2012 kehrt Boardman in die Tourenwagen-Weltmeisterschaft zurück. Er pilotiert einen SEAT León von Special Tuning Racing. Da beim Saisonauftakt nicht ausreichend SEAT-Motoren verfügbar waren, stieg er erst zur zweiten Veranstaltung in die Weltmeisterschaft ein. Da auch bei dieser noch nicht ausreichend aktuelle SEAT-Motoren vorhanden waren, erhielt Boardman einen älteren Dieselmotor. Nach dem zweiten Rennwochenende war ein 20. Platz sein bestes Resultat.

## Karrierestationen
| - 1997–1999: Autocross - 1999: T Cars (Meister) - 2000: Britischer Saloon Cup (Platz 13) - 2001: BTCC, Production (Platz 11) - 2002: BTCC, Production (Platz 6) - 2003: BTCC, Production (Platz 5) - 2004: Britische SEAT Cupra (Platz 3) | - 2005: Britische SEAT Cupra (Meister) - 2006: Spanischer SEAT Leon Supercopa (Platz 3) - 2007: Britische SEAT Cupra (Platz 8) - 2007: Spanischer SEAT Leon Supercopa (Platz 20) - 2008: Spanischer SEAT Leon Supercopa (Meister) - 2008: SEAT Leon Eurocup (Platz 6) - 2008: WTCC | - 2009: WTCC - 2010: BTCC (Platz 13) - 2010: WTCC - 2011: BTCC (Platz 11) - 2012: WTCC |